# NGC 6071
NGC 6071 је елиптична галаксија у сазвежђу Мали медвед која се налази на NGC листи објеката дубоког неба.
Деклинација објекта је + 70° 25' 2" а ректасцензија 16h 2m 6,9s. Привидна величина (магнитуда) објекта NGC 6071 износи 14,0 а фотографска магнитуда 15,0. NGC 6071 је још познат и под ознакама MCG 12-15-47, CGCG 338-41, NPM1G +70.0158, PGC 56767.